# Hyporhamphus australis
Hyporhamphus australis är en fiskart som först beskrevs av Steindachner, 1866.  Hyporhamphus australis ingår i släktet Hyporhamphus och familjen Hemiramphidae. Inga underarter finns listade i Catalogue of Life.